# Клейст (баронский род)
Клейст (нем. von Kleist)  — прусский баронский род.

## Происхождение и история рода
Происходит из Померании. Христиан Эвальд Клейст (1630—1708) переселился из Померании в Курляндию, находился на придворной службе. В 1645 г. сопровождал принцессу Луизу-Шарлотту Бранденбургскую в Курляндию, когда она выходила замуж за герцога Курляндского Якоба. Его потомство занесено в тамошний дворянский матрикул.
- Клейст, Ефим Антонович (1794—1857) — генерал-майор, участник подавления Польского восстания 1830—1831 годов; согласно прошению получил дворянство по заслугам и был внесён во II часть дворянской родословной книги Московской губернии[1].

Другая ветвь рода Клейст в XVII веке поселилась в Польше. Из оставшихся в Пруссии ветвей четыре получили графское достоинство.

## Описание герба
В щите, пересечённом серебром и червленью две бегущие лисицы, переменных финифти и металла. Щит увенчан дворянским коронованным шлемом. Нашлемник: три павлиньих пера натурального цвета. Намёт червлёный с серебром. Герб рода Клейст внесён в Часть 15 Общего гербовника дворянских родов Всероссийской империи, стр. 56.